# シンデレラドリーム ミッドナイト☆パーティー
シンデレラドリーム ミッドナイト☆パーティー（Cinderella Dream Midnight☆Party、通称ミッドナイト☆パーティー・略称ミッドナイトまたはM☆P）はTBSラジオ他で1993（平成5）年10月4日（実際は5日）から1995（平成7）年10月6日（同7日）の毎週月曜～金曜24:00～27:00（火曜～土曜0:00～3:00）に放送されたラジオ番組。

## 概要
TBSラジオが次の歌手、女優、アイドルを育成するために1993年夏に企画、9月に第1回オーディションを実施し、日本全国から約6000人の10代の女性が応募した中から16人が合格、10月から「パックインミュージック21」の後を受けてスタートした（最初のレギュラーパーソナリティーは7人）。11月に最初の番組主催イベントを開催して以来、1995年9月の放送終了まで毎月イベントを開催した（しかも参加者を募集、抽選で無料招待）。番組スタートにあたっては「2wayコミュニケーション」をコンセプトにあげたため、番組スポンサー（TBSラジオのみ）である三菱電機からFAX付電話機をリスナーに1000台プレゼントした（番組開始後にもプレゼントを実施）。当選者は一斉同報サービス・Fネットに加入、構成を担当していた芳賀健治の編集による「ミッドナイト☆パーティー通信」なる番組（裏）情報が毎週送られてきた。また、番組への参加はラジオで告知されるFAX番号とは別に当選者専用の番号が用意されていた（FAXの不調時等は専用番号を公開し代替としても使っていた）。ちなみに公開FAX番号は番組終了後も消滅する事なく、現在もTBSラジオの各番組宛の番号として使われている。
1994年に第2回オーディションを実施し5人が合格（応募人数は不明）、11月には木曜26:30から30分間TV版!ミッドナイト☆パーティーとしてTBSテレビでラジオと同時生放送をスタートした。1995年にも第3回オーディションを実施する予定だったが、10月改編で終了した。後番組は、かつてTBSラジオの深夜番組で一世を風靡したコサキン（小堺一機・関根勤）や伊集院光がパーソナリティーを務める「UP'S」と声優が出演したアニラジ「ファンタジーワールド」がスタートした（前者は後の「JUNK」へとつながる）。一方、平日帯の深夜帯を明け渡したミッドナイト☆パーティーは、平日夜の帯番組に鞍替えする宮川賢の番組に替わり、土曜27:00から「ウィークエンド・ミッドナイト☆パーティー」を1996年4月までの半年間放送した。
1期生（第1回オーディション合格者）16人と2期生（第2回オーディション合格者）5人合わせて21人、1996年の「ウィークエンドミッドナイト☆パーティー」番組終了時には14人シンデレラとして残っていたが、オーディションを受けた当時はそれなりの夢をもって合格し、将来を期待されていたにもかかわらず、番組終了後はうまくいかないメンバーも多く、結局オーディションから5年以内に引退していったシンデレラが多い。それでも、番組終了から10年たった現在でもタレント・リポーター、ラジオ局に就職しディレクター、作家と多方面で活躍しているメンバーもいる。
2002年に多摩川に出現したアゴヒゲアザラシ「タマちゃん」で新語・流行語大賞を受賞した黒住祐子は、この番組の出身である。
番組の冠である『シンデレラドリーム』は、オーディションが第1章、「ミッドナイト☆パーティー」シンデレラが第2章、シンデレラ卒業または番組終了した後は第3章となっている。
番組テーマ曲は坂井美唯子の「MIDNIGHT PARTY」で、TV版でも使用。

## パーソナリティー
★印は1993年10月の放送開始時にメインだったメンバー
太字は1995年10月番組終了時まで残ったメンバー

### シンデレラドリームオーディション第1期生
1993年9月12日選出
- 黒住祐子★（現在はセント・フォース所属）
- 橋口育代★（1994年8月海外留学のため降板・卒業。現在は作家・橋口いくよとして活躍）
- 潮まきこ★（1993年12月卒業）
- 松任谷玉子（現TOKYO FMディレクター）
- 額村麻裕★（女優左時枝の娘、一時期有吉麻裕として活躍）
- 四元都華咲
- 石本祥
- 岩崎伊津子（1994年3月卒業）
- 蛭田有希子
- 福田真知子★（1994年2月大学進学のため降板・卒業）
- 高田裕子（1994年9月卒業。タレントとして活動し、オフィス北野移籍時にたかだゆうこに改名。現在は休業中）
- 坂井美唯子★
- 古賀美智子（1994年10月大学受験のため降板、1995年3月に大学進学のため卒業。現在アイドルとして活躍している同姓同名とは別人）
- 平松まゆき
- 永瀬知恵（1995年3月卒業）
- 松宮麻衣子（一時期松田未羽として活躍した）

### シンデレラドリームオーディション第2期生
1994年9月27日選出
- 後藤明子（一時は水上杏子として活躍）
- 芹川ゆかり（一時は夏川ゆかりとして活躍した）
- 平塚優子
- 相沢知
- 中上千鶴

### 曜日別パーソナリティーの変遷

#### 月曜深夜
- 1993年10月4日～12月27日 - 潮まきこ・額村麻裕
- 1994年1月3日～2月28日
  - 1部　24:00～26:00 - 古賀美智子
  - 2部　26:00～27:00 - 額村麻裕
- 1994年3月7日～9月26日
  - 1部　24:00～26:00 - 古賀美智子
  - 2部　26:00～27:00 - 松宮麻衣子
- 1994年10月3日～1995年3月27日
  - 1部　24:00～26:00 - 蛭田有希子
  - 2部　26:00～27:00 - 松宮麻衣子
- 1995年4月3日～10月2日
  - 1部　24:00～26:00 - 松宮麻衣子・（24:20頃～25:00のみ）芹川ゆかり
  - 2部　26:00～27:00 - 中上千鶴

#### 火曜深夜
- 1993年10月5日～1994年3月1日 - 坂井美唯子
- 1994年3月8日～9月27日
  - 1部　24:00～26:00 - 坂井美唯子
  - 2部　26:00～27:00 - 平松まゆき
- 1994年10月4日～1995年10月3日
  - 1部　24:00～26:00 - 坂井美唯子
  - 2部　26:00～27:00 - 平塚優子
  - 1995年1月31日の2部は平塚優子が風邪のため、四元都華咲が代理を務めた
  - 同年8月29日の2部は平塚優子が海外旅行のため、当時唯一レギュラーがなかった相沢知が代理を務めた。4月の改編の時点で唯一レギュラーがなかったのは相沢一人だけとなり、ミッドナイト☆パーティーの"最終兵器"とまで呼ばれていた。

#### 水曜深夜
- 1993年10月6日～12月29日 - 黒住祐子
- 1994年1月5日～3月2日
  - 1部　24:00～25:00 - 高田裕子
  - 2部　25:00～27:00 - 黒住祐子
- 1994年3月9日～9月28日
  - 1部　24:00～26:00 - 高田裕子
  - 2部　26:00～27:00 - 額村麻裕
- 1994年10月5日～1995年10月4日
  - 1部　24:00～26:00 - 平松まゆき
  - 2部　26:00～27:00 - 額村麻裕

#### 木曜深夜
- 1993年10月7日～1994年8月11日
  - 「東京深夜探検隊」－橋口育代
- 1994年8月18日～9月29日
  - 「東京深夜探検隊」－石本祥・（スタジオパーソナリティー）松任谷玉子　→金曜深夜へ
- 1994年10月6日～1995年3月30日 - 黒住祐子・四元都華咲・蛭田有希子
  - 1994年11月24日～1995年3月30日　26:30～27:00　「TV版!ミッドナイト☆パーティー」

（ラジオ・テレビ同時生放送）※TV版はTBSテレビのみ
- 1995年4月6日～10月5日
  - ラジオ－蛭田有希子・（24時台の「レディおしましょ」のコーナー&25:00～27：00）後藤明子
  - TV版!ミッドナイト☆パーティー・26:30～27:00（2:30～3:00）－黒住祐子・四元都華咲（～9月28日）
  - TV版の最終回の1995年9月28日は27:00～27:10の10分間、テレビのみ放送。
  - 1995年10月5日26:00～27:00は木曜版最終回で、4人そろって登場（ラジオのみ）

#### 金曜深夜
- 1993年10月8日～1994年2月25日 - 福田真知子
  - 福田真知子が地元広島RCCのスタジオからの放送の場合は24:00～26:00
  - 26:00～27:00は番外戦として石本祥・高田裕子・岩崎伊津子が登場
- 1994年3月4日～9月30日 - 黒住祐子・四元都華咲・石本祥・蛭田有希子
- 1994年10月7日～1995年10月6日
  - 「東京深夜探検隊」－石本祥・（スタジオパーソナリティー）松任谷玉子（木曜深夜から移動）
  - 最終回の1995年10月6日は24:00～26:00が通常版の放送、26:00～27:00は「ミッドナイト☆パーティー最終回スペシャル」として、黒住祐子をメインに当時パーソナリティーだった14人全員登場した。

## 放送ネット局
- TBS 東京放送（現・TBSラジオ）
- HBC 北海道放送（25:00～27:00）
- RSK 山陽放送（24:00～27:00）
- RKB毎日放送（25:00～27:00）
- RBC琉球放送（1993年10月～1995年3月は25:00～27:00、1995年4月～10月 24:00～27:00）
  - RBCラジオの1995年4月の放送開始時間繰上げと放送時間延長はこれまで24時台に放送されていた「旺文社大学受験ラジオ講座」の放送終了に伴うもの。

## 主なコーナー

### 黒住祐子&蛭田有希子
（1993年10月～1995年9月）
★は黒住祐子がメイン担当の時のコーナー、☆は蛭田有希子がメイン担当の時のコーナー
- ★祐子の試着室
- ★爆笑紅白ギャグ合戦
- ★すごいもの、めっちゃすごいもの
- ★ロシアンリクエスト→黒住博士の実験室
- ★こがなつこさん、聞いてますか?
- ★夜更かしは3問の得
- ★ママエレーヌとお話しましょう→オーィ、アニマル→☆明子とママのウッキーラッキー
- ★かくしエジホン
- ★クイズいっぱい出して
- ★真夜中の商品開発
- ★アマチュアテレホンサービス
- ★マヒマヒで行こう!
- ★ミッツナイトパークイズ
- ☆ベービーズハート
- ☆20世紀最後の選択→20世紀最後の大決断
- ☆ラジオのオ
- ☆おしえてオジサマ（前任者の古賀美智子担当から引継ぎ、その後松宮麻衣子担当の「ニュース25」に引き継ぐ）
- ☆ハガキデメイテナイト
- ☆レディおしましょう
- ☆絶叫クイズ
- ☆FAX裁判→イメージでドン
- ☆迷作4コマ写真
- ☆有希子の朝顔観察日記
- ☆力作決定→いきごみハガキ
- ☆有希子と明子のいちおし決定

### 坂井美唯子
（1993年10月～1995年9月）
- 禁断のチャレンジャー
- あっ!おいしそう
- 古賀チャンの惚れちゃってゴメン
- 毎度、坂井商店です
- いいぞスッポン、いいぞあじの開き
- フロオケのど自慢
- ボスきっと大丈夫
- 坂井美唯子の笑顔が素敵
- 三文字のあなた
- 声出していこうぜ!!
- 20世紀最後の大予言
- ババンバ番長

### 額村麻裕
（1993年10月～1995年9月）
- お口でイッテヨ
- もう一つのホームルーム
- つてけてあげる
- バツイチの親たちへ
- 知恵の部屋（永瀬知恵がメインのコーナー）
- 愛の交換日記

### 東京深夜探検隊
（1993年10月～1995年9月）
◆は橋口育代時代のコーナー（1993年10月～1994年8月）
◇は石本祥&松任谷玉子時代のコーナー（1994年8月～1995年9月）
- ◆ゲゲゲの反省
- ◆四元都華咲の今夜もちちほぐし
- ◆バーチャルクイズイッキョノドン
- ◇ザ・解説書クイズ
- ◇有名人ミドルネーム選手権
- ◇ブッダを超えろ平成の悟リスト
- ◇グラビアポエムクイズ
- ◇パピルスのため息
- ◇金曜日の玉子のラップ（タマラップ）
- ◇20世紀最後の選択→20世紀最後の大決断
- ◇だいぶ前のマドンナ→テレクラクイズフック連打は止めて下さい
- ◇ラブレター作戦'94→'95
- ◇佐々木とお風呂でお湯こぼし
- ◇サチタマ演歌
- ◇JONガメラのナイススメル
- ◇それじゃ何かい?
- ◇ミッドナイトミステリー捜査班、未知との遭遇
- ◇風水ギャグ・感じの気持ちの風水の流れ
- ◇玉金データヒントクイズ
- ◇勝手にゴリさん→勝手にヤマさん→連続ラジオドラマシリーズ・赤坂鼻曲がり署事件簿
- ◇青春クラブ勇気を出して
- ◇恐怖のさっちゃん
- ◇トラースのさたけ
- ◇サチタマショッピング
- ◇今日のポエム→石本祥 真夜中のポエム
- ◇チャレンジャーofフライデーサチタマ
- ◇カナリアのピーコちゃん→ホッピングパラダイス
- ◇金曜日玉子の日記・玉日記
- ◇バイオレンストークVS野田
- ◇祥と玉子のさわやかさんこんばんは

### 高田裕子
（1994年1月～9月）
- 聞かなきゃよかったズドバッビュン
- 絶対誰にも言うたらアカン
- 「真夜中の不幸な手紙」と書いてラブレター

### 古賀美智子
（1994年1月～9月）
- 古賀美智子の広場
- 古賀ミチゴ
- 古賀美智子商店
- 古賀美智子ドラえもんのポケット

### 松宮麻衣子
（1994年3月～1995年9月）
- 松宮麻衣子の普通のお便り
- 東京都上の句下の句
- つもりのつもり→つもりつもりの法則
- 麻衣子のドキドキどっせぇ～→麻衣子のドキドキどすえ
- 真夜中のつれづれ日記
- ヒルママクイズ
- 大切を応援するトマトクラブ→トマトクラブ
- 真夜中の放送室
- やつはし予想クイズ
- ニュース25（TwoFive・蛭田有希子時代の「おしえてオジサマ」から引き継いだコーナー）
- ミッドナイト略語大賞→まいまいゆかぽんのいい音スペシャル
- チャレンジャーゆかぽんの○○○（○の中は週替りでタイトルが変わる）

### 平松まゆき
（1994年3月～1995年9月）
- 丸出し君集合→丸出し君たら集合→丸出し君平成バカデス伝
- 世界・ふしぎ発見!暗記クイズ
- 普通のお便り→トリトリマンボウ→トリトリマンボウヒャッホウ等→トリトリサンバ→トリサン
- トリトンって何?
- I LOVE リタ
- ヒーラマッツーダのスパイ大作戦
- ものまね当てナイト
- 全日本ヘタカラ選手権
- ドラマあんたが主役
- 小さな親切大迷惑
- 叱ってア・ゲ・ル
- ナンバーワンコレクターズ
- マユマユのちょっとだけよ

### 平塚優子
（1994年10月～1995年9月）
- チェーンカムバック
- 読者のひろば
- いつでも決勝戦
- ミッドナイト川柳→ミッドナイトジャングル
- 学校の達人
- なるほどザBOYS

### 中上千鶴
（1995年4月～9月）
- 千鶴のおしえてア・ゲ・ル
- 千鶴のウェークアップコーナー
- 千鶴のなんでもベスト5
- 千鶴とHappy Together
- 中上式行動マニュアル研究所
- ちーちゃん読んで

## シンデレラドリーム実績

### 番組オンエア内企画
- 勝ち抜きアロハオーレクイズ（1995年1月～2月）
- 雑誌ハラペーニョ連動企画（1995年6月～9月）　ほか

### イベント
（記載がないものは場所はTBSホール（現在は赤坂Bizタワー）または不明）
- 番組主催定期イベント（1993年11月～1995年9月・毎月開催）
  - クリスマスイベント（1993年12月23日・ナムコワンダーエッグ、1994年12月23日～24日・日本青年館）
  - 未成年の主張（1994年1月15日、1995年1月15日）
  - プロ野球千葉ロッテマリーンズ戦観戦イベント（1994年4月24日・千葉マリンスタジアム）
  - 江ノ島イベント（1994年8月・江ノ島）
  - ドキッ!まるごとフェロモン女子高生だらけの大運動会（1995年5月・八王子市南大沢）
  - サイマルイベント（1995年8月24日）
  - ファイナルイベント（1995年9月24日）
- 松宮麻衣子TOMATOスタジオ（1994年11月～1995年8月・数回開催）
  - in岡山大会（1995年1月・RSK放送会館）
  - 20世紀最後の大診断サイン&握手会（1995年6月）
  - in福岡大会（1995年8月2日・RKB放送会館（現在の百地浜移転前の旧社屋））
  - バスツアー（1995年8月31日・長野のカゴメ富士見工場）
- 坂井美唯子夕陽のミータンコンサート（1995年7月30日）
- 蛭田有希子ふれあいパーティー（1995年9月10日）
- 岡山真昼間探検隊（1995年9月17日）
- 平松まゆきカラオケイベント（1995年）
- 額村麻裕語らう夕べ（1995年10月1日）
- ステッカー交換オークション（1995年10月8日）

（以下のイベントは番組主催ではなく他のイベントに参加）
- 乙女のプチセブンイベント（1995年7月16日）
- ゲームクリエーション'95（1995年10月28日・大森ベルポート）

### ディスコグラフィー
坂井美唯子
- 君を見つめているから／MIDNIGHT PARTY（BMGビクター（現・BMG JAPAN）・1994年6月22日）
- きっと大丈夫／夢からさめて（同・1994年11月23日）
- 同級生　～おさえきれない夏の恋～／Love Again　～想い出にならなくて～（同・1995年7月21日）
- 夜ふかしエンジェル（CD未発表）

平松まゆき
- たかが恋よ　されど恋ね／幸福の権利（日本コロムビア・1994年7月21日）
- 青のGeneration／言葉はオルゴール（同・1994年10月21日）
- Sweet Soul Transistor（同・1994年11月21日・アルバム）
- 冷たくしないで／恋はアラカルト（同・1995年4月21日・ICE BOX BABYとして）
- 二人の夏曜日（同・1995年7月7日・ICE BOX BABYとしてアルバム）
- HUTOCCHO MAMA／恋とエステと英会話（同・1995年8月1日・ICE BOX BABY with下町兄弟として）
- もっとちゃんと。／さよならの伝説（同・1995年12月1日）

松宮麻衣子
- 大切／雨が降る前に（ビクターエンタテインメント・1994年10月21日）
- 風の唄／きらめき（同・1995年6月21日）
- 雨が降る前に（CD化される前のオリジナルバージョン・CD未発表）
- ガールフレンド（CD未発表）
- 両手でもたりない（CD未発表）
- マイラップ（CD未発表）

その他
- 桃郷シンデレラ（マヒマヒ（黒住祐子・四元都華咲・蛭田有希子）・キングレコード・1994年7月21日）
- パジャマでデイト（古賀美智子・同・1994年7月21日・上記の曲のカップリング）
- うめぼしパンチ（四元都華咲（withエリートうめぼし）・1994年・CD未発表）
- JA・DA・NE（同・1995年・CD未発表）
- EVE ～大人になる前に～（蛭田有希子・1994年・CD未発表）
- 永遠のマジック（同・1995年・CD未発表）
- きりきりまい（石本祥・CD未発表）
- モリモリ体操（同・CD未発表）

### 出版本
- バツイチの子供たち（飛鳥新社・1994年5月）
- エジホン（同・1994年8月）
- つもりつもりの法則（同・1995年1月）
- 20世紀最後の大決断（ワニブックス・1995年5月）
- 20世紀最後の大診断（同・1995年6月）
- エジホン2（飛鳥新社・1995年8月）

### 掲載雑誌
- De-View（デ・ビュー、勁文社（現在はオリコン・エンタテインメントが発行）・1993年～1996年） 
  - 第1回シンデレラドリームオーディション募集告知から掲載
  - 後半は松宮麻衣子らシンデレラ個人で掲載されることが多かった。
  - ウィークエンドミッドナイト☆パーティー終了後も1997年まで松宮麻衣子や蛭田有希子が掲載されていた。
- ラジオ新番組速報版（現ラジオ番組表、三才ブックス・1993年～1994年）
- ヤングジャンプ（集英社・1994年9月）
  - 第2回シンデレラドリームオーディション最終予選通過者を掲載（読者投票もあった）
- BOMB！（ボム、学研・1995年～1996年）
  - 松宮麻衣子がよく掲載されていたが（ウィークエンド終了後も1997年まで）、ウィークエンドミッドナイト☆パーティー終了後は蛭田有希子も掲載されていた。
- UP TO BOY（アップトゥボーイ、ワニブックス・1995年～1996年） 
  - 松宮麻衣子や蛭田有希子がよく掲載されていたが（ウィークエンド終了後も1997年まで）、1回だけ坂井美唯子が掲載されていた。
- 近代映画（現Kindai、近代映画社・1995年～1996年、松宮麻衣子のみ）
- ハラペーニョ（実業之日本社・1995年）
  - 創刊後、連動企画でグルメに関する特別コーナーをやったが、ミッドナイト終了後しばらくして雑誌も廃刊となった。
  - 創刊号にはミッドナイト☆パーティーの番宣広告を1ページ掲載。
- Bejean（英知出版・1996年1月、石本祥のみ）

### 掲載新聞
- 毎日新聞（TBSラジオではスポンサーだった。RKBも同新聞系だがスポンサーではなく、他のネット局同様ノースポンサーだった）
  - 1994年4月15日にはTBSラジオの広告内でミッドナイト☆パーティーの番宣広告を掲載（関東地区のみ）
  - 毎日中学生新聞（1995年・日曜版に松宮麻衣子のコラム「あくび」を連載）
  - 番組終了から10年たった2005年7月23日には黒住祐子が子育てでインタビュー記事（健康面）を掲載
- 西日本新聞（1995年8月・松宮麻衣子が福岡訪問のときのインタビュー記事を掲載）

## 歴史

### シンデレラドリーム第1章
（1993年7月～9月）
- 1993年
  - 7月　「シンデレラドリーム」を企画、月刊「De-View」でオーディション募集開始（対象は13～19歳の女性）。
  - 9月12日　第1回シンデレラドリームオーディション最終審査がTBSホール（当時）で開催される。6000名もの応募があった中から黒住祐子（当時大妻女子大学短期大学2年）ら16人が合格（最年少は京都市の中学3年生だった松宮麻衣子）。このオーディションの司会はTBSアナウンサーの浦口直樹と当時入社したばかりの雨宮塔子だった。

### シンデレラドリーム第2章
（1993年10月～1995年10月8日）
- 1993年
  - 10月1日　ミッドナイト☆パーティー前夜祭と銘打ってこの日が最終回の「パックインミュージック21」に出演。
  - 10月4日24:00　「シンデレラドリーム第2章・ミッドナイト☆パーティー」スタート。この日のパーソナリティー（シンデレラ）は潮まきこと額村麻裕。ネット局5局のうちTBSラジオと山陽放送(RSK)ラジオがこの時間のスタートで、北海道放送(HBC)・RKB毎日放送(RKB)・琉球放送（RBC）が25時からのスタートだった（HBCとRKBは自社番組の編成、RBCは当時24時台に「旺文社大学受験ラジオ講座(ラ講)」が放送されていたため）。
  - 11月13日　第1回の番組主催イベントがTBSホールで開催され、坂井美唯子ら4人が歌うシンデレラに選ばれ、後の歌手デビューとなった。
  - 12月2日　毎日放送・TBS系列ドラマ「オレたちのオーレ!」に黒住祐子と四元都華咲が出演。ミッドナイトシンデレラとしては初のTV出演となる。
  - 12月23日　第1回のクリスマスイベントが行われる（東京・二子玉川のナムコ・ワンダーエッグ）。
  - 12月末　潮まきこがシンデレラ卒業
- 1994年
  - 1月初旬　月曜と水曜が2部制となり古賀美智子と高田裕子（現たかだゆうこ）が新たにレギュラーパーソナリティーとなる。
  - 1月15日　成人の日に合わせて「未成年の主張」開催。
  - 2月末　福田真知子と岩崎伊津子がシンデレラ卒業
  - 3月初旬　火曜も2部制となり、月曜～水曜は0:00～2:00が1部、2:00～3:00が2部とする大幅な改編となる。新たに最年少中学卒業間近の松宮麻衣子、平松まゆきがレギュラーメーンパーソナリティー、石本祥と蛭田有希子がレギュラーパーソナリティーに加わった。
  - 3月12日　橋口育代（現橋口いくよ）と額村麻裕、松任谷玉子が映画「シュート!」に出演。M☆Pシンデレラでは初の映画出演となる。
  - 4月24日　千葉マリンスタジアムでプロ野球千葉ロッテマリーンズ応援イベントが行われる。
  - 5月　番組のコーナーである「バツイチの子供たち」が単行本化される（関連特集がTBS系「JNNニュースの森」で放送）。
  - 6月　黒住祐子・坂井美唯子らがテレビ東京系「銀BURA天国」に出演。M☆Pシンデレラが初めてTBS以外の番組に出演。
  - 6月22日　坂井美唯子がデビューシングル「君をみつめているから」をリリース。M☆Pシンデレラ初のCDデビューを果たす。
  - 7月21日　平松まゆきがデビューシングル「たかが恋よされど恋ね」で坂井美唯子に続き2人目のCDデビューを果たす。また黒住祐子・四元都華咲・蛭田有希子のユニット"マヒマヒ"が「桃郷シンデレラ」をリリース、古賀美智子の「パジャマでデイト」がカップリングとして採用。
  - 8月11日（12日未明）　橋口育代（現橋口いくよ）が留学のため木曜深夜の「東京深夜探検隊」の隊長を卒業、同時にシンデレラも卒業となった。
  - 8月18日（19日未明）　2代目の「東京深夜探検隊」隊長に石本祥が就任。同時に松任谷玉子がレギュラーパーソナリティーに加わり、「さち玉コンビ」として大人気となる。
  - 8月中旬　主催イベントを神奈川・江の島で開催される。
  - 8月　番組のコーナーから生まれた「エジホン」が発売される。
  - 9月23日　第2回シンデレラドリームオーディション最終審査が完成したばかりのTBS新放送センター（ビッグハット）で行われる。27日に後藤明子ら5人が合格。なお、このオーディションの最終予選通過者は雑誌ヤングジャンプにも掲載された。
  - 9月末　高田裕子（現たかだゆうこ）がシンデレラ卒業。古賀美智子が大学受験のため降板・休業となる。
  - 10月3日（4日未明）　TBS新放送センターで放送が開始、この日の放送には降板・休業する古賀美智子と後任の蛭田有希子がそろって務めた（蛭田有希子は週2回のレギュラーとなる）。
  - 10月初旬　番組改編で平松まゆきが火曜2部から水曜1部に昇格、また選出したばかりの2期生からは平塚優子がただ1人レギュラー起用となった。さらに黒住祐子担当と東京深夜探検隊の担当曜日が入れ替わり、木曜に黒住祐子&マヒマヒ、東京深夜探検隊は金曜日となる。
  - 10月中旬　黒住祐子と石本祥がJRN系「桂三枝のチキチキ王国」に、松宮麻衣子がラジオ日本「スクリーンSOUNDフレーバー」にレギュラー出演。いずれもミッドナイト以外では初のレギュラー番組。
  - 10月21日　松宮麻衣子がデビューシングル「大切」をリリース。坂井美唯子、平松まゆきに続いて3人目の歌手デビューとなった。平松まゆきは2ndシングル「青のGeneration」をリリース。
  - 11月12日　松宮麻衣子担当の主催イベント「TOMATOスタジオ」が初開催。9月に選出されたばかりの2期生5人がゲスト出演した。
  - 11月下旬　平松まゆきがファーストアルバム「Sweet Soul Transistor」を、坂井美唯子が2ndシングル「きっと大丈夫」をリリース。
  - 11月24日26:30　「TV版!ミッドナイト☆パーティー」がTBSテレビで放映開始。ラジオ・テレビ同時放送となる（関東地区のみ）。
  - 12月23日　第2回クリスマスイベントが日本青年館で翌24日朝まで夜通し開催された。
  - 12月26日　蛭田有希子が関西テレビ・フジテレビ系「領収書物語」に出演。彼女にとってはミッドナイト以外では初のテレビ出演。
- 1995年
  - 1月初旬　松宮麻衣子と蛭田有希子がTVCM登場（前者は富士急ハイランド、後者はハーゲンダッツ）。新たに後藤明子がコーナーパーソナリティーとして起用される。
  - 1月～2月　「勝ち抜きアロハオーレクイズ」がシンデレラ対抗で行われる。
  - 1月15日　第2回未成年の主張開催。
  - 1月17日　阪神大震災で特別編成となり、2部の平塚優子担当が休止となった。
  - 1月　松宮麻衣子担当のコーナーから生まれた「つもりつもりの法則」が単行本化される。
  - 3月31日　休業していた古賀美智子と永瀬知恵がシンデレラ卒業。
  - 4月初旬　松宮麻衣子が月曜1部昇格、芹川ゆかりがコーナーパーソナリティーとして起用、松宮麻衣子がこれまで担当していた月曜2部には最年少の中上千鶴が担当。また木曜深夜メインだった黒住祐子と四元都華咲がTV版専属となり、かわってラジオのメインに蛭田有希子と後藤明子が務めることに。さらに琉球放送（RBC）が旺文社大学受験ラジオ講座（ラ講）終了に伴い深夜0時スタートとなる。
  - 4月21日　平松まゆきが藤田エミ（のちLe Coupleの藤田恵美）や美裕リュウ（のちに歌姫として一世を風靡する小柳ゆきの実姉）らと"ICE BOX BABY"を結成し、「冷たくしないで」をリリース。
  - 4月下旬　黒住祐子がフジテレビ系「ノストラの息子」に出演。
  - 5月13日　芹川ゆかりが映画「ひめゆりの塔」に出演。自身にとって初の映画出演となる。
  - 5月　番組のコーナーから生まれた「20世紀最後の大決断」が発売。著者名に初めて「TBSラジオ　ミッドナイト☆パーティー」と表示される。
  - 6月　松宮麻衣子がコーナーから生まれた「20世紀最後の大診断」が発売、その後2ndシングル「風の唄」がリリース。
  - 7月16日　雑誌プチセブンとのタイアップ企画イベント「乙女のプチセブン」で番組専用ブースを開設。男子禁制だったにもかかわらず女装して入場しようとした男性リスナーもいたという。
  - 7月21日　坂井美唯子が3rdシングル「同級生」をリリース。
  - 7月　松宮麻衣子が毎日放送テレビ「エリアコードドラマ06『FM999　真夏のレディオガール』」とテレビ朝日系「はなきんデータH」にレギュラー出演。
  - 7月　Vシネマ「ミッドナイトストリート　湾岸ドリフト族」に額村麻裕、松任谷玉子、蛭田有希子、そして春にシンデレラ卒業した古賀美智子が出演。蛭田有希子はその後映画「君を忘れない」にも出演。
  - 8月1日　坂井美唯子が福岡のRKBスタジオ（現在の百道浜に移転する前の渡辺通りにあった旧社屋）から生放送（但し、RKBは通常通り25時から。24時からはTBS・RSK・RBCの3局に裏送りで放送された）。翌2日には松宮麻衣子がTOMATOスタジオ（主催イベント）を開催。
  - 8月14日　戦後50年特別番組のため初の放送休止（一部地域の新聞のラジオ欄にはそのままミッドナイトパーティーと表記）。
  - 8月15日　TBSラジオが戦後50年特別番組なため、24時台は山陽放送と琉球放送の2局にTBSからの裏送りで坂井美唯子のミッドナイト☆パーティーを放送（TBSラジオは25:00から放送）。そして10月初旬での番組終了を発表。
  - 8月24日　サイマルイベントを早朝まで開催。
  - 8月29日　ただ一人だけレギュラーがなかった相沢知がパーソナリティーとして特別放送（平塚優子がモルディブ旅行のため）。
  - 8月31日　松宮麻衣子担当主催のバスツアーが開催される（長野・カゴメ富士見工場にて）。
  - 夏　松宮麻衣子の公式ファンクラブ「My Channnel（マイチャンネル）」を開設。
  - 9月10日　蛭田有希子主催のイベント「蛭田有希子のふれあいパーティー」が開催される。
  - 9月17日　東京深夜探検隊が初めて岡山で開催される。
  - 9月24日　番組主催の最後のイベント「ファイナルイベント」が開催される。
  - 9月28日（29日未明）　「TV版！ミッドナイト☆パーティー」最終回。特別にラジオ放送終了後の27:00から10分間TBSテレビだけで放送された。
  - 10月6日　蛭田有希子がTBS系「家族～あなたは父を愛せますか～」に出演。この日はミッドナイト☆パーティー最終回で、シンデレラ全員そろってTBS社内で見ていたという。
  - 10月6日深夜（7日未明）　「ミッドナイト☆パーティー」最終回。26:00からの1時間は最終回スペシャルとして、14人のM☆Pシンデレラが全員集合した。

### シンデレラドリーム第3章
（1995年10月9日～1996年4月7日）
- 1995年
  - これを機に後藤明子が水上杏子、額村麻裕が有吉麻裕にそれぞれ改名される。
  - 10月9日　坂井美唯子がCBCラジオ「OTHELLO」にレギュラー出演。ほかにもMBSテレビ「街的極私TV」などにもレギュラー出演。
  - 10月14日　「ウィークエンド・ミッドナイト☆パーティー」スタート。メインに黒住祐子と四元都華咲。コーナーパーソナリティーに坂井美唯子と松宮麻衣子。あとミッドナイト☆パーティー終了時まで残ったシンデレラがゲスト出演する。
  - 10月28日　「ゲームクリエーション'95」にウィークエンドミッドナイト☆パーティーをPR。その後黒住祐子は日本テレビ系のスペシャル番組の「夜のTOKYO駅伝」に当時所属のホリプロ代表として参加、そのまま番組に生出演した。
  - 11月中旬　水上杏子がTBS系「Try it!」に出演。自身にとってミッドナイト以外では初のテレビ出演となる。
  - 12月1日　平松まゆきがソロとして復帰し、「もっとちゃんと。」をリリース。
  - 12月9日　四元都華咲がテレビ東京系「昼ドキッ!見聞録」に出演。
  - 12月　蛭田有希子が映画「サラリーマン専科」に出演。
- 1996年
  - 1月　平松まゆきが文化放送「ミュージックステーション（テレビ朝日系の同名音楽番組とは別）・平松まゆきのシャーシーナイト」のレギュラーパーソナリティーとなる。
  - 2月9日　蛭田有希子が「金曜テレビの星!」に出演（お菓子特集で）。
  - 2月17日　「ミッドナイト東西オリンピック」開催。
  - 3月中旬　蛭田有希子がNHK教育テレビのジュニアドラマ「クラインの壷」に出演（5月のゴールデンウィークには総合テレビでも再放送）。
  - 3月下旬　水上杏子がテレビ朝日系「トゥナイト2（当時はトゥナイトII）」に出演。
  - 4月6日　黒住祐子がTBS系「王様のブランチ」リポーターとして出演。
  - 4月6日深夜（7日早朝）　「ウィークエンドミッドナイト☆パーティー」最終回。これでシンデレラドリームは事実上完結する。

## 姉妹番組

### TV版!ミッドナイト☆パーティー
- 1994年11月24日～1995年9月28日の毎週木曜26:30～27:00に、黒住祐子らが担当だった木曜深夜の最後の30分間だけ、TBSテレビのみ（関東ローカル）でラジオとの同時生放送された番組。

### ウィークエンド・ミッドナイト☆パーティー
- ミッドナイト☆パーティーが終了した1995年10月14日～1996年4月6日の土曜27:00～29:00にJRN系で放送された。ミッドナイト☆パーティーの後継番組だが、放送ネット枠の関係でミッドナイトがオンエアされた5局のほかに新潟放送など新たに5局がネットに加わり10局ネットとなった（同時間枠の前番組をネットした局の内、唯一東北放送だけはこの番組のネットをしなかった）。
- TV版を担当していた黒住祐子と四元都華咲が引き続きメインパーソナリティーを務めたほか、坂井美唯子と松宮麻衣子がコーナー担当パーソナリティー、あとのパーソナリティーが週替わりでゲストパーソナリティーとして出演した。